# Dingy-Saint-Clair
Dingy-Saint-Clair ist eine französische Gemeinde im Département Haute-Savoie in der Region Auvergne-Rhône-Alpes.

## Geographie
Dingy-Saint-Clair liegt auf 594 m, etwa acht Kilometer östlich der Stadt Annecy (Luftlinie). Das Bauerndorf erstreckt sich in einer Mulde am nördlichen Rand der breiten Talniederung des Fier am oberen Eingang in den Défilé de Dingy, in den Bornes-Alpen am Südfuß der Tête du Parmelan mit ihren markanten Felsformationen.
Die Fläche des 34,12 km² großen Gemeindegebiets umfasst einen Abschnitt der Bornes-Alpen. Die südliche Grenze verläuft entlang dem Fier, der hier von Osten nach Westen durch einen Talkessel fließt und danach die Randkette der Bornes-Alpen in der tief eingeschnittenen Klus Défilé de Dingy durchbricht. Das Hauptsiedlungsgebiet bildet der Talkessel des Fier und sein nördliches Seitental des Dorfbachs von Dingy. Dieses Tal wird im Westen von der Montagne de la Cha (1278 m), im Norden von der Tête du Parmelan (1832 m) und im Osten vom Mont Teret gesäumt. 
Der gesamte nordöstliche Gemeindeteil wird von der gewellten Hochfläche der Bornes-Alpen eingenommen. Auf dem Hochplateau der Tête du Parmelan ist ein unwegsames Karrenfeld ausgeprägt, das zu den größten seiner Art des gesamten Alpenbogens zählt. Daran schließen im Osten die Senke des Vallée du Pertuis, der Kamm des Mont Teret (bis 1780 m, ebenfalls mit Karrenfeldern), der Graben von Ablon und der verkarstete Kamm der Tête Ronde an, auf der mit 1863 m die höchste Erhebung von Dingy-Saint-Clair erreicht wird.
Zu Dingy-Saint-Clair gehören neben dem eigentlichen Ortskern von Dingy auch verschiedene Weilersiedlungen und Gehöfte, darunter: 
- Nanoir (590 m) am Westfuß der Montagne de la Cha über dem Taleinschnitt des Fier
- Saint-Clair (600 m) am westlichen Eingang in den Défilé de Dingy
- Glandon (540 m) am östlichen Eingang in den Défilé de Dingy
- Provenat (590 m) im Tal des Fier
- Chessenay (620 m) am nördlichen Talhang des Fier
- La Blonnière (960 m) im Tal von Dingy, am Fuß der Tête du Parmelan

Nachbargemeinden von Dingy-Saint-Clair sind Villaz, Aviernoz und Thorens-Glières im Norden, La Balme-de-Thuy im Osten, Alex im Süden sowie Annecy-le-Vieux und Nâves-Parmelan im Westen.

## Geschichte
Dingy, ursprünglich Dimiacum, erscheint im 13. Jahrhundert unter dem Namen Dongi in den Urkunden.

## Sehenswürdigkeiten
Die Pfarrkirche Saint-Etienne stammt aus dem Mittelalter. Der Chor aus dem 15. Jahrhundert im Flamboyantstil ist erhalten, während das Schiff im 19. Jahrhundert neu erbaut wurde. Die Kirche besitzt Glasfenster aus dem 16. und 20. Jahrhundert. Die Kapelle Saint-Claire-de-la-Cluse wurde im 19. Jahrhundert auf den Ruinen eines Cluniazenserpriorats errichtet, das im 10. Jahrhundert gegründet worden war. Eine weitere Kapelle steht im Weiler La Blonnière. Sehenswert ist auch der Pont Saint-Clair, welcher in der Schlucht (Défilé de Dingy) über den Fier führt.

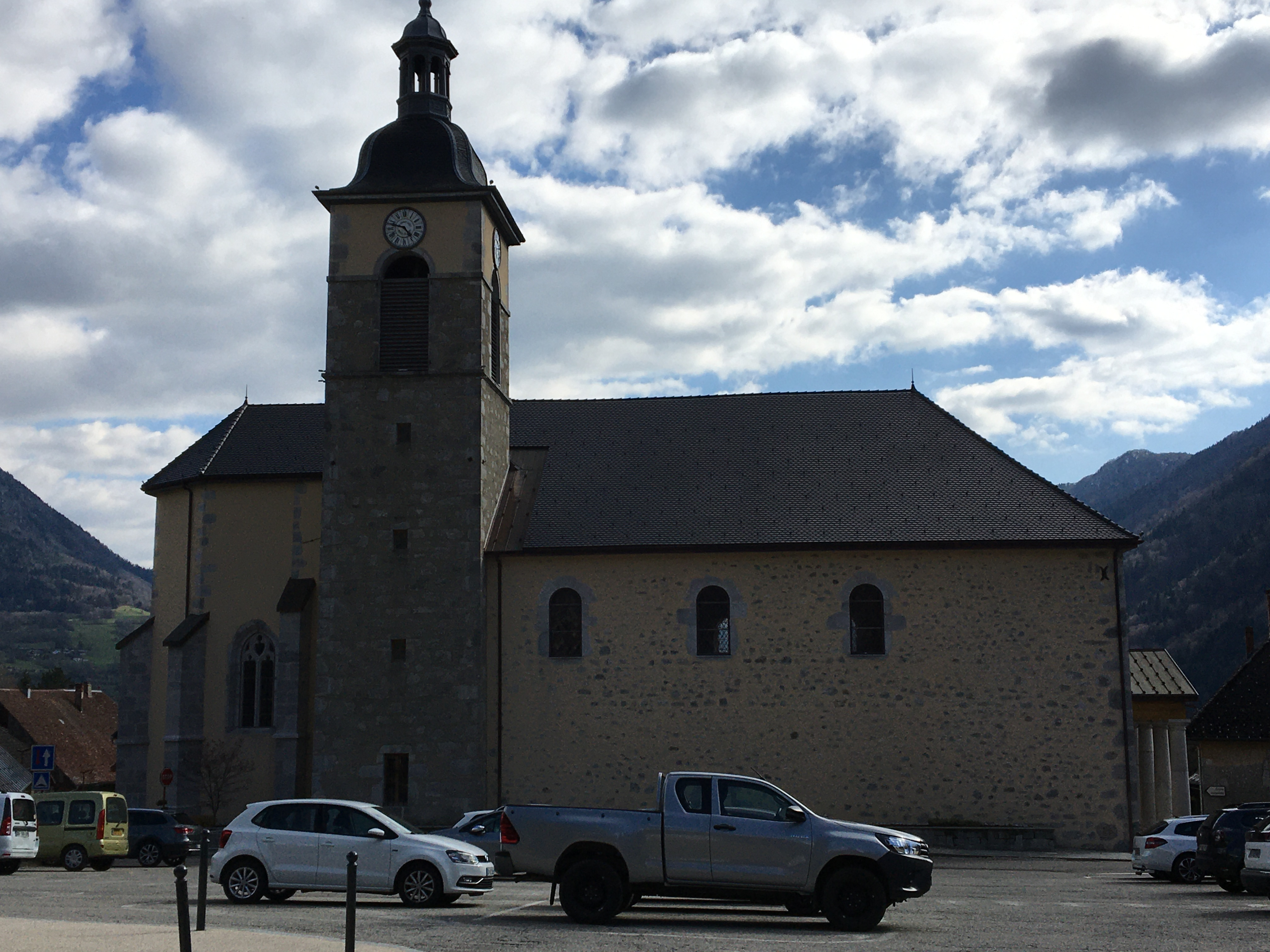
Kirche Saint-Étienne
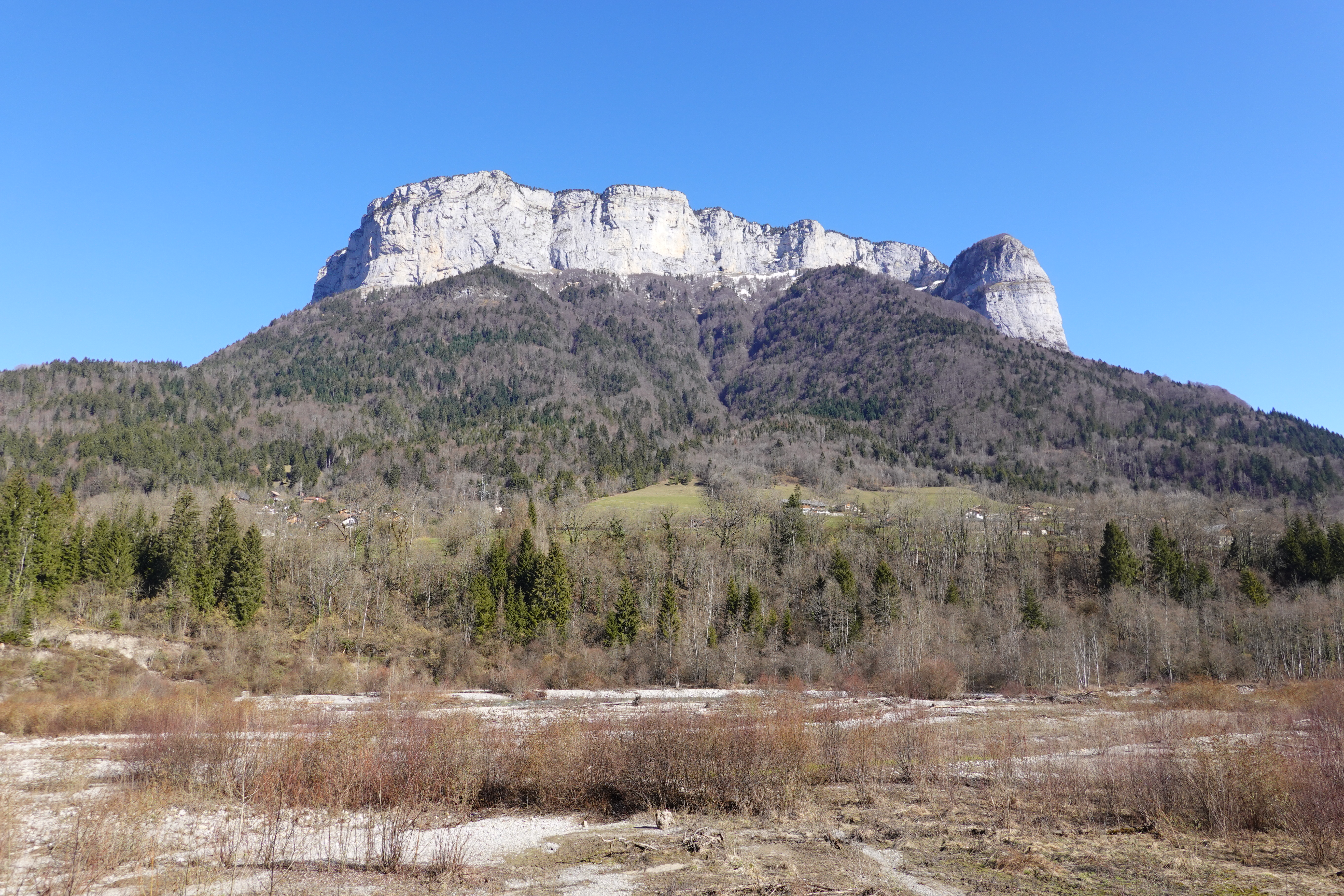
Tête du Parmelan (1832 m)
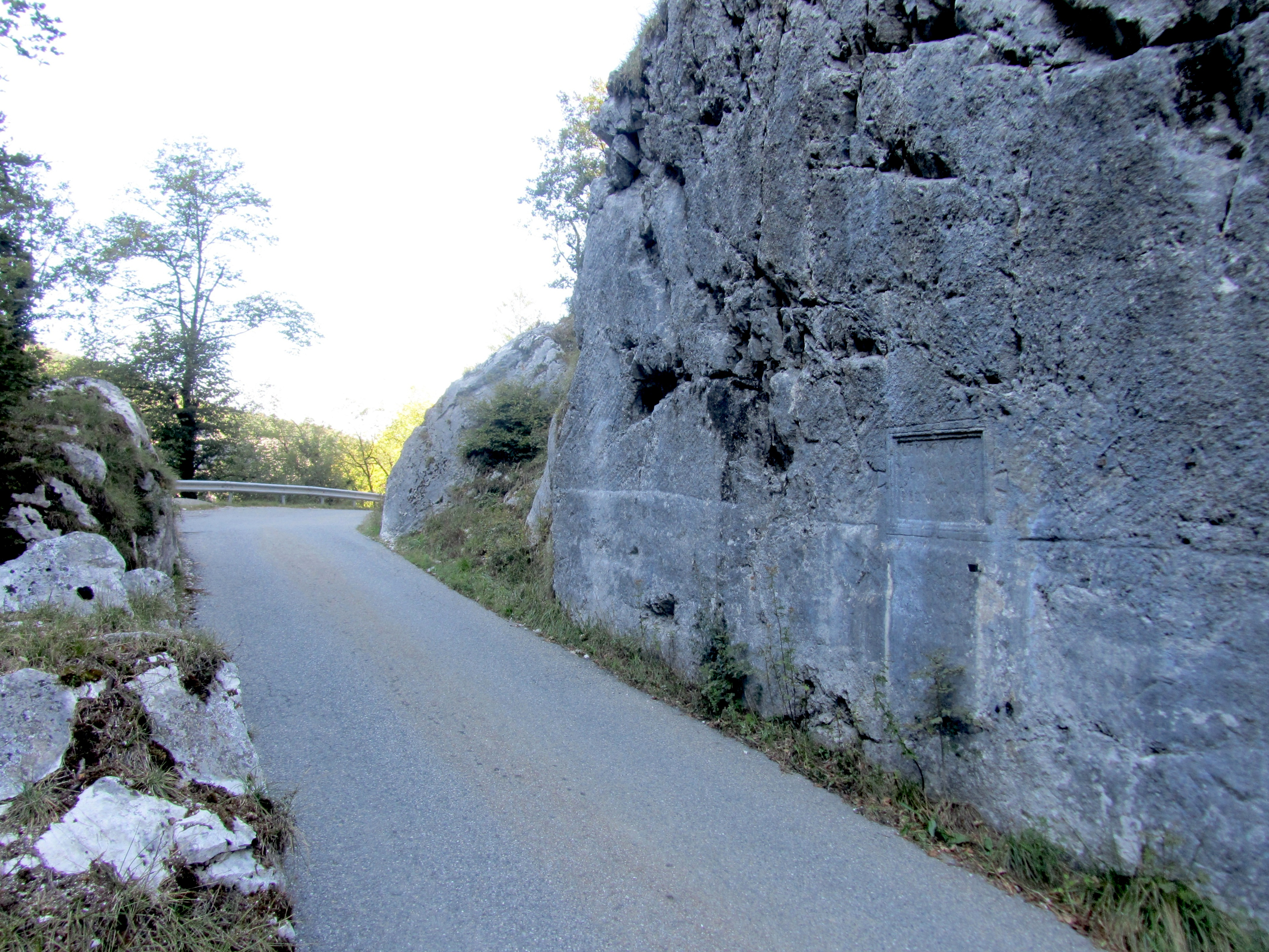
Römerstraße in Dingy-Saint-Clair mit Inschrifttafel

## Bevölkerung
| Jahr                       | 1962 | 1968 | 1975 | 1982 | 1990 | 1999 | 2010 | 2020 |
| Einwohner                  | 420  | 440  | 429  | 477  | 658  | 915  | 1338 | 1445 |
| Quellen: Cassini und INSEE |      |      |      |      |      |      |      |      |

Mit 1459 Einwohnern (Stand 1. Januar 2022) gehört Dingy-Saint-Clair zu den kleineren Gemeinden des Départements Haute-Savoie. Im Verlauf des 19. und 20. Jahrhunderts nahm die Einwohnerzahl aufgrund starker Abwanderung kontinuierlich ab (1861 wurden in Dingy-Saint-Clair noch 1076 Einwohner gezählt). Seit Beginn der 1980er Jahre wurde jedoch wieder eine deutliche Bevölkerungszunahme verzeichnet.

## Wirtschaft und Infrastruktur
Dingy-Saint-Clair war bis weit ins 20. Jahrhundert hinein ein vorwiegend durch die Landwirtschaft geprägtes Dorf. Heute gibt es verschiedene Betriebe des lokalen Kleingewerbes. Ansonsten hat sich das Dorf zu einer Wohngemeinde entwickelt. Viele Erwerbstätige sind Wegpendler, die im Raum Annecy ihrer Arbeit nachgehen.
Die Ortschaft liegt abseits der größeren Durchgangsstraßen, ist aber von der Departementsstraße D16, die von Annecy nach Thônes führt, leicht erreichbar. Weitere Straßenverbindungen bestehen mit La Balme-de-Thuy und Menthon-Saint-Bernard. Der nächste Anschluss an die Autobahn A41 befindet sich in einer Entfernung von rund 13 km.